# Аркем (Готэм)
«Аркем» (англ. Arkham) — четвертый эпизод первого сезона американского телесериала «Готэм». Эпизод был срежиссирован Ти Джеем Скоттом по сценарию Кена Вудраффа.
Эпизод посмотрели 6,39 миллиона зрителей, что является улучшением по сравнению с предыдущим эпизодом, и получил положительные отзывы. Критики высоко оценили динамику между Гордоном и Кобблпотом, но раскритиковали неудачный выбор злодея.

## Сюжет
Гордон ругает Кобблпота после того, как тот появляется в его квартире. Кобблпот говорит ему, что план «Аркхэм» приведет к войне мафий, и Гордон соглашается. Выясняется, что Фальконе и мэр Джеймс поддерживают проект.
Член городского совета Рон Дженкинс убит наемным убийцей. Гордон рассказывает Буллоку и Эссен, что район Аркхэм - это поле битвы между Фальконе и Марони. Посетив заключенного, который знает киллера, Гордон и Буллок ищут Ричарда Гладуэлла, возможного подозреваемого. Они находят бумагу с надписью «C.L.M.».
На ресторан «Бамонте» нападают трое мужчин в масках, что вынуждает Кобблпота защищать деньги, пока они не убегут. Марони назначает Кобблпота менеджером ресторана после того, как предыдущий менеджер погибает в результате нападения. Буллок выясняет, что настоящий Гладуэлл умер пять лет назад и что киллер использовал его имя. Гордон выясняет, что мэр Джеймс станет следующей целью, поскольку C.L.M. ссылается на инициалы офицеров, посланных охранять мэра. Защищая мэра, Гордон сражается с наемным убийцей, пока Буллок не приходит ему на помощь. В итоге детективы убивают киллера.
Тем временем Муни подбирает двух подходящих женщин для работы в ночном клубе, и в итоге побеждает женщина по имени Лиза. Мэр Джеймс проводит пресс-конференцию, посвященную плану «Аркхэм». Кобблпот воссоединяется с людьми в масках, напавшими на «Бамонте», и выясняется, что он нанял их, чтобы получить повышение. Затем они умирают после того, как Кобблпот подает им отравленные канноли.

## Критика

### Рейтинг
Эпизод посмотрели 6,39 миллиона зрителей с рейтингом 2,4 среди взрослых в возрасте от 18 до 49 лет. С учетом просмотра Live+7 DVR, общий рейтинг эпизода составил 10,34 миллиона зрителей и 4,1 балла в категории от 18 до 49 лет.

### Отзывы критиков

#### Оценки
| Источник          | Оценка   | Прим. |
| ----------------- | -------- | ----- |
| Rotten Tomatoes   | 75 %     | [ 3 ] |
| The A.V. Club     | С        | [ 4 ] |
| Paste Magazine    | 7.0      | [ 5 ] |
| TV Fanatic        | 4,0 / 5  | [ 6 ] |
| IGN               | 7.7 / 10 | [ 7 ] |
| New York Magazine | 2 / 5    | [ 8 ] |

«Аркем» был хорошо принят критиками. На агрегаторе отзывов Rotten Tomatoes эпизод получил рейтинг 75% на основе 24 рецензий, а консенсус сайта гласит: «Достойный, но забывчивый эпизод «Готэма», «Аркем» блистает, когда внимание переключается на Джима Гордона и Освальда «Пингвина» Кобблпота».
Мэтт Фаулер из IGN поставил эпизоду «хорошие» 7,7 баллов из 10 и написал в своем вердикте: ««Готэм» на этой неделе, к счастью, был свободен от мрачных предзнаменований, и то, что Аркхэм стал тем местом, за которое сражались наши главные злодеи, стало вдохновляющим способом перенести это место в сериал. К тому же, Фиш Муни и Кобблпот продолжают радовать, ведь они оба по отдельности планировали захватить «Сити». Я чувствовал, что они могли бы добиться большего с «Гладуэллом», наемным убийцей, который появился на этой неделе, поскольку он продолжал вспоминать свое прошлое, но это так и не было раскрыто. И мысль о том, что Фальконе и Марони каким-то образом не узнают (или им будет все равно), что они платят одному и тому же парню за то, что он стреляет в другую сторону, казалась неправильной. Почему бы просто не заплатить Гладуэллу за убийство трех членов совета на другой стороне? Или убить настоящего босса? Поэтому я надеюсь, что, несмотря на то, что парня подстрелили, мы узнаем об этом больше».
Оливер Сава из The A.V. Club оценил эпизод на «троечку» и написал: ««Готэм» - это шоу, в котором используются абстрактные существительные. Диалог преувеличен в надежде, что он придаст сюжету серьезности, но в конечном счете он лишает шоу его человечности. Именно эти абстрактные понятия движут сюжетом (мы можем добавить сюда слово «война» как большое абстрактное существительное Освальда), и это чрезвычайно затрудняет общение с персонажами на личном уровне. Хотя сегодняшний эпизод стал лучше по сравнению с парой последних глав, он по-прежнему крайне неровный, разочаровывающий и поверхностный. Эскалация войны готэмских мафиози придает этому эпизоду более сильное ощущение движения вперед, но все еще есть множество событий, которые мешают этому сериалу подняться над заурядностью».